# Eucalyptus denticulata
Eucalyptus denticulata là một loài thực vật có hoa trong Họ Đào kim nương. Loài này được I.O.Cook & Ladiges mô tả khoa học đầu tiên năm 1991.

## Hình ảnh

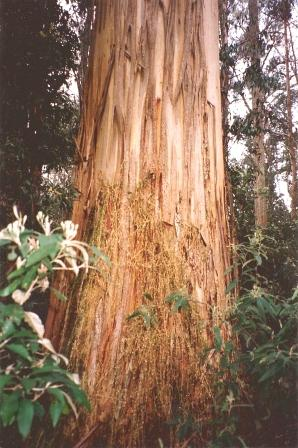
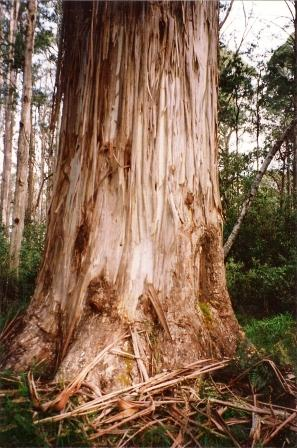